# Jordi Bernet
Jordi Bernet (Barcelona, 14 juni 1944) is een Spaans striptekenaar, bekend van de gangster stripreeks Torpedo en Jonah Hex.

## Biografie
Hij werd geboren als zoon van de Spaanse striptekenaar, Miguel Bernet. Hij maakte zijn debuut in strips op vijftienjarige leeftijd, met de voortzetting van de humoristische reeks van zijn vaders Doña Urraca (Mvr. Ekster).
Hoewel hij zijn familie hiermee kon ondersteunen, voldeed het niet aan zijn artistieke ambities die werden geïnspireerd door artiesten als Hal Foster, Alex Raymond en Milton Caniff. Vanaf 1962 ontwikkelde Bernet een meer realistische stijl en nam hij kleinere opdrachten aan van Italiaanse en Britse uitgevers, totdat hij in 1965 begon te tekenen voor het Belgische stripblad Spirou / Robbedoes. Hij tekende de reeks Dan Lacombe met zijn oom Miguel Cussó als schrijver en creëerde een gelijksoortige reeks Rolf Karsten (Paul Foran) met schrijver José Larraz. 
Ook werkte hij als tekenaar mee aan de strip Michaël, eveneens met Larraz, maar vanwege bewerkingsbeslissingen bij Dupuis, beëindigde Bernet het samenwerkingsverband met Spirou. Zich richtend op de Duitse markt, werkte hij in de jaren zeventig samen met Cussó en schiep Wat 69, een sexy en grappige heldin voor het tijdschrift Pip, en Andrax, een scifireeks voor Primo, welke beide succesvol waren.
Na de val van Franco keerde Bernet terug naar Spanje en werkte voor diverse stripbladen, zoals Creepy (de Spaanse versie van het gelijknamig Amerikaanse stripblad). Metropol en Cimoc, al doende drie schrijvers ontmoetend met wie hij een productieve samenwerking zou vormen. Met Antonio Segura creëerde hij een fantasyserie van de amazone Sarvan, en de serie Kraken, waarin een monster dat het riool in een toekomstig fascistische samenleving terroriseert. Bernet tekende vanaf 1982 ook de gangsterstrip Torpedo op scenario van Enrique Sanchez Abuli. Deze strip over beroepsmoordenaar Luca 'Torpedo' Torelli werd oorspronkelijk getekend door de Amerikaanse tekenaar Alex Toth. Samen met scenarist Abuli tekende Bernet de reeks Light and Bold voor uitgever Toutain. Bernet tekende ook enkele Jonah Hex-verhalen voor de Amerikaanse markt.
Voor het satirische weekblad El Jueves tekende Bernet jarenlang de erotische strip Clara de noche (Klaartje bij nacht).

## Publicaties
Met Antonio Segura
- 1982 - Sarvan, Norma Editorial
- 1983 - Kraken, Glénat

Met Sánchez Abulí
- 1981 - Historias negras, Glénat
- 1982 - Torpedo 1936, Glénat

Klaartje bij Nacht voor het tijdschrift El Jueves

- 1984 - De vuelta a casa, Toutain Editor
- 1988 - La naturaleza de la bestia, Glénat

Met Carlos Trillo
- 1985 - Custer, Glénat
- 1987 - Light and Bold, Toutain Editor
- 1989 - Ivan Piire, El Jueves
- 1992 - Clara de Noche (Klaartje bij Nacht), El Jueves

## Prijzen
- 1986: Angoulême Prijs voor Best Buitenlands Album: Torpedo: Chaud devant
- 1991: Hoofdprijs van de internationale stripbeurs van Barcelona
- 1994: Nominatie Harvey Award voor Beste Amerikaanse Uitgave van Buitenlands werk: Torpedo
- 1995: Nominatie Harvey Award voor Beste Amerikaanse Uitgave van Buitenlands werk: Torpedo
- 2011: San Diego Comic-Con International Inkpot Award